# Джон Десмонд Бернал
Джон Десмонд Бернал (англ. John Desmond Bernal; 10 травня 1901, Ніна, Ірландія — 15 вересня 1971, Лондон) — британський фізик і соціолог науки, громадський діяч, марксист. Автор наукових робіт у галузі фізики, кристалографії та біохімії.

## Біографія
Джон Десмонд Бернал народився 10 травня 1901 року в Ніні, (Тіпперері, Центральна Ірландія). У 1922 році закінчив Кембриджський університет. Протягом наступних п'яти років працював у Лондоні в Королівському інституті в лабораторії Деві-Фарадея під керівництвом Вільяма Брегга.
З 1927 по 1937 рік працював у Кембриджському університеті, з 1937 року — професор Лондонського університету. У 1920—30-х роках перебував у Комуністичній партії Великої Британії. Все своє життя був активним громадським представником науки і політичним діячем. З 1937 року — член Лондонського королівського товариства.
Під час Другої світової війни виконував обов'язки наукового консультанта Міністерства авіації Англії та Штабу об'єднаних операцій. У 1945 році присуджена Королівська медаль. У 1953 році удостоєний Міжнародної Сталінської премії «За зміцнення миру між народами».
З 1958 року виконував обов'язки віце-головою Всесвітньої федерації науковців. У цьому ж році став іноземним членом Академії наук СРСР. З 1959 по 1965 роках — президент-виконавець Всесвітньої Ради Миру. Активно брав участь у міжнародному русі прихильників миру. Виступав за соціальну відповідальність науковців, за збільшення державної підтримки фундаментальних наукових досліджень. Виступав за роззброєння.
З 1963 по 1966 роках був президентом Міжнародного союзу кристалографів. Учнями та колегами Бернала були — Дороті Ходжкін, Розалінд Франклін, Макс Перуц, Аарон Клуг.

## Нагороди
- Член Лондонського Королівського Товариства
- Королівська медаль (1945)
- Почесний доктор Гумбольдського університету в Берліні
- Міжнародна Сталінська премія «За зміцнення миру між народами»
- Бейкерівська лекція (1962)
- Лекція Гатрі (1947)
- Медаль і премія Фарадея

## Дв.також
- Сфера Бернала